# سازهای بادی

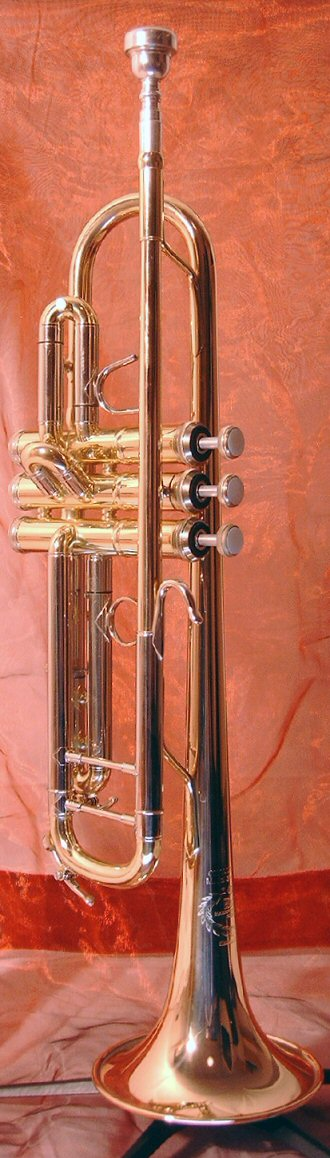
ترومپت، یکی از سازهای بادی

سازهای بادی به سازهایی گفته می‌شود که دمیده شدن هوا در آن‌ها باعث تولید صدا گردد.

## تاریخچه
سازهای بادی از اولین آلات موسیقی بودند که به دست بشر ساخته شدند. انسان‌های قرون گذشته آموخته بودند که با دمیدن در مخروط، برگ، یا حتی شاخ حیوانات می‌توانند صدایی بلند و بوقی مانند تولید کنند. آن‌ها با استفاده از این دانش به ساختن آلات موسیقی کنونی پرداختند.

## تقسیم‌بندی سازهای بادی
ریشهٔ سازهای بادی کنونی از همان سازهای بادی اولیه است که از نظر ساختمان و چگونگی تولید صدا به دو دستهٔ کلی تقسیم می‌شود:
- سازهای بادی چوبی (ساکسوفون، فلوت ریکوردر، فلوت، ابوا، کلارینت، فاگوت)
- سازهای بادی برنجی (هورن، ترومپت، ترومبون، توبا)

اصطلاح «چوبی» یا «برنجی» بدان معنا نسیت که آن ساز از چه جنسی ساخته شده، بلکه این طبقه‌بندی بر پایه چگونگی و نحوه تولید صدا در دهنی آن‌ها مربوط می‌شود؛ مثلاً فلوت جزءسازهای بادی چوبی محسوب می‌گردد، هرچند که بدنه آن از فلز است. یا فلوت ریکوردر که در گذشته بسیار رایج بود و از چوب ساخته می‌شد، امروز برای آموزش موسیقی به کودکان رواج دارد و از پلاستیک ساخته می‌شود ولی جزو سازهای بادی چوبی است. ساکسوفون نیز معمولاً از جنس برنج است اما جزو سازهای بادی چوبی است.
اکثر سازهای بادی، «انتقالی» هستند و صدای حاصله نسبت به نت نوشته شده زیرتر یا بم‌تر است.